# Krumbach (Svevia)
Krumbach è una città tedesca di 12 561 abitanti, situata nel distretto della Svevia, in Baviera.